# Équipe de Finlande masculine de handball
Dernière mise à jour : 17 octobre 2024.
L'équipe de Finlande masculine de handball représente la Fédération finlandaise de handball lors des compétitions internationales. Cette formation n'a participé qu'à une seule compétition internationale majeure, le Championnat du monde 1958, qu'elle a terminé 14e.

## Personnalités liées à la sélection

### Statistiques
| Rang | Joueur                | Matchs | Période     |
| ---- | --------------------- | ------ | ----------- |
| 1    | Björn Monnberg (de)   | 135    | 1989-2005   |
| 2    | Tommi Sillanpää (de)  | 119    | 1996 - 2013 |
| 3    | Mikael Källman (de)   | 116    | 1982 - 1997 |
| 4    | Teddy Nordling (de)   | 102    | 1991 - 2006 |
| 5    | Teemu Tammine (de)    | 94     | 2007 - 2021 |
| 6    | Mikael Mäkelä         | 91     | 2013 - 2024 |
| 7    | Jan Källman           | 90     | 1987 - 1995 |
| 8    | Marcus Sjöstedt       | 87     | 1996 - 2008 |
| 9    | Peter Kihlstedt       | 86     | 1984 - 1992 |
| 10   | Tommy Ruponen         | 85     | 1984 - 1992 |
| 11   | Fredrik Forss         | 84     | 2013 - 2022 |
| 12   | Jan Rönnberg          | 82     | 1977 - 1993 |
| 13   | Richard Sundberg (de) | 80     | 2012 - 2024 |

- Joueur actif

| Rang | Joueur                | Buts | Période     | Matchs | Moy. |
| ---- | --------------------- | ---- | ----------- | ------ | ---- |
| 1    | Mikael Källman (de)   | 764  | 1982 - 1997 | 116    | 6,59 |
| 2    | Björn Monnberg (de)   | 566  | 1989 - 2005 | 135    | 4,19 |
| 3    | Jan Rönnberg (en)     | 537  | 1977 - 1993 | 82     | 6,55 |
| 4    | Teemu Tamminen (de)   | 433  | 2007 - 2021 | 94     | 4,61 |
| 5    | Teddy Nordling (de)   | 360  | 1991 - 2006 | 102    | 3,53 |
| 6    | Marcus Sjöstedt       | 335  | 1996 - 2008 | 87     | 3,85 |
| 7    | Jan Källman           | 306  | 1987 - 1995 | 90     | 3,4  |
| 8    | Andreas Rönnberg      | 293  | 2003 - 2016 | 70     | 4,19 |
| 9    | Patrick Westerholm    | 288  | 1993 - 2004 | 70     | 4,11 |
| 10   | Nico Rönnberg         | 236  | 2009 - 2020 | 54     | 4,37 |
| 11   | Jac Karlsson          | 234  | 2006 - 2013 | 57     | 4,11 |
| 12   | Max Granlund          | 188  | 2017 - 2024 | 40     | 4,7  |
| 13   | Tommi Sillanpää (de)  | 184  | 1996 - 2013 | 119    | 1,55 |
| 14   | Richard Sundberg (de) | 182  | 2012 - 2024 | 80     | 2,28 |

### Autres personnalités
- Arvo Jantunen : joueur dans les années 1950
- Ola Lindgren : sélectionneur depuis 2019
- Eino Ojanen : joueur dans les années 1950

## Confrontations contre la France
| Rencontres | Victoires | Nuls | Défaites | Buts pour | Buts contre | Différence |
| ---------- | --------- | ---- | -------- | --------- | ----------- | ---------- |
| 11         | 7         | 1    | 3        | 199       | 166         | +33        |